# 12258 Oscarwilde
12258 Oscarwilde este o planetă minoră (asteroid), cu un diametru de 3,632 km, din centura de asteroizi. A fost descoperită pe 3 aprilie 1989 la Observatorul European Austral de Eric Walter Elst și a fost numită după Oscar Wilde. 
Obiectul prezintă o orbită caracterizată de o semiaxă mare de 2,5914273 UAi, o excentricitate de 0,14, o înclinație de 2,81971 ° în raport cu ecliptica.